# Países Bajos en los Juegos Paralímpicos de Atenas 2004
Los Países Bajos estuvieron representados en los Juegos Paralímpicos de Atenas 2004 por un total de 95 deportistas, 53 hombres y 42 mujeres.

## Medallistas
El equipo paralímpico neerlandés obtuvo las siguientes medallas:
| Nombre | Deporte                  | Evento                                       |
| --- | ------------------------ | -------------------------------------------- |
| Oro |                          |                                              |
| Kenny van Weeghel | Atletismo                | 400 m T54 masculino                          |
| Tonnie Heijnen Gerben Last | Tenis de mesa            | Equipo 9 masculino                           |
| Robin Ammerlaan | Tenis en silla de ruedas | Individual masculino                         |
| Esther Vergeer | Tenis en silla de ruedas | Individual femenino                          |
| Maaike Smit Esther Vergeer | Tenis en silla de ruedas | Dobles femenino                              |
| Plata |                          |                                              |
| Willem Noorduin | Atletismo                | Disco F36 masculino                          |
| Willem Noorduin | Atletismo                | Peso F36 masculino                           |
| Pieter Gruijters | Atletismo                | Jabalina F55-56 masculino                    |
| Pieter Gruijters | Atletismo                | Pentatlón P54-58 masculino                   |
| Kenny van Weeghel | Atletismo                | 200 m T54 masculino                          |
| Jan Mulder | Ciclismo en pista        | Persecución individual tándem B1-3 masculino |
| Joop Stokkel | Hípica                   | Doma individual grado II mixto               |
| Marion Nijhof | Natación                 | 200 m estilos SM11 femenino                  |
| Kasper Engel | Natación                 | 100 m braza SB5 masculino                    |
| Sonja Peters | Tenis en silla de ruedas | Individual femenino                          |
| Thierry Schmitter | Vela                     | 2.4mR individual mixto                       |
| Aletta Adema Slagter Monique Bons Anneke den Haan Karin Harmsen Paula List Maria Poiesz Marijke Roest Jolanda Slenter Alberta Ten Thije Djoke van Marum Els Verwer Petra Westerhof | Voleibol sentado         | Torneo femenino                              |
| Bronce |                          |                                              |
| Kenny van Weeghel | Atletismo                | 100 m T54 masculino                          |
| Johan Reekers | Ciclismo en ruta         | Ruta triciclo manual HC B/C masculino        |
| Gert Bolmer | Hípica                   | Doma individual grado II mixto               |
| Joop Stokkel Gert Bolmer Sjerstin Vermeulen | Hípica                   | Doma por equipos clase abierta mixto         |
| Marion Nijhof | Natación                 | 50 m libre S11 femenino                      |
| Marion Nijhof | Natación                 | 100 m libre S11 femenino                     |
| Pernille Thomsen | Natación                 | 50 m libre S8 femenino                       |
| Chantal Boonacker | Natación                 | 100 m espalda S8 femenino                    |
| Mike van der Zanden | Natación                 | 100 m libre S10 masculino                    |
| Bas van Erp | Tenis en silla de ruedas | Quad individual mixto                        |
| Monique de Beer Bas van Erp | Tenis en silla de ruedas | Quad dobles mixto                            |
| Udo Hessels Mischa Rossen Marcel van de Veen | Vela                     | Sonar de tres personas mixto                 |